# اسقف الفین
اسقف الفین (انگلیسی: Bishop of Elphin) یک عنوان و منصب اسقفی در نظام اسقفی است که نام آن از الفین کانتی جمهوری ایرلند اقتباس شده